# Pesti Imre
Pesti Imre (Budapest, 1952. szeptember 16. –) magyar orvos, politikus (Fidesz). 2006 óta országgyűlési képviselő, 2010 és 2011 között Budapesti egyik főpolgármester-helyettese, majd 2014-ig a Budapest Főváros Kormányhivatalát vezető kormánymegbízott.

## Életpályája
Gyermekéveit a Galga völgyében, Turán töltötte. Gimnáziumi tanulmányait a Budapesti Piarista Gimnáziumban végezte. Az érettségit követően a Szegedi Orvostudományi Egyetemre jelentkezett, ahonnan vallásos meggyőződése miatt eltanácsolták. Három évvel később felvételt nyert a budapesti Semmelweis Orvostudományi Egyetem Általános Orvostudományi Karára, ahol 1980-ban szerzett orvosi diplomát.
Nyolc évig körzeti orvosként dolgozott Galgamácsán, majd a budapesti Bajcsy-Zsilinszky Kórház kardiológiai osztályára került, ahol belgyógyászatból és kardiológiából tett orvosi szakvizsgát. 2003-ban elvégezte a SOTE kétéves egészségügyi szakmenedzseri szakát. Egyetemi évei előtt részmunkaidőben, később medikusként, majd végzett orvosként összesen 17 évet dolgozott a mentőszolgálatnál. 2004-ben az adventista egyház szervezésében egy önkéntes orvoscsoport tagjaként részt vett Srí Lankán a szökőár okozta katasztrófa felszámolásában.

## Politikai pályafutása
1988-ban a gödöllői MDF alapító tagja volt, de később az aktív politizálást orvosi hivatásának gyakorlására váltotta fel. 2002-ben az akkor megalakuló polgári körök hívták vissza a közéletbe, majd tisztelték meg bizalmukkal és választották a Rákosmente Polgári Körök vezetőjévé.
2005 óta a Fidesz elnökének felkérésére pártépítési feladatokat is ellát, jelenleg a Fidesz közép-magyarországi regionális politikai pártigazgatója. A 2006-os országgyűlési választáson a Fidesz budapesti területi listájáról szerzett mandátumot, majd a 2006. őszi önkormányzati választáson a Fővárosi Közgyűlés tagjává is megválasztották. A 2010-es országgyűlési választáson ismét mandátumot szerzett, és az őszi önkormányzati választáson is újraválasztották a Fővárosi Közgyűlésbe, majd Tarlós István főpolgármester felkérésére betöltötte az egészségügyért és szociális ügyekért felelős főpolgármester-helyettesi tisztséget is.
Az Országgyűlésben a képviselői mandátuma mellett az Egészségügyi Bizottság alelnöki feladatait is ellátja. Magyarország miniszterelnökének, Orbán Viktornak a felkérésére 2011. január 1-jétől az újonnan megalakuló Budapest Főváros Kormányhivatalát vezeti kormánymegbízottként, összeférhetetlenségi okokból ugyanezen időpontban leköszönt a fővárosi közgyűlési tagságáról, illetve főpolgármester-helyettesi tisztségéről.

## Családja
Nős, két gyermeke Máté és Anna.